# Lịch sử Đà Lạt
Thành phố Đà Lạt được ghi nhận hình thành từ năm 1893, thời điểm bác sĩ Alexandre Yersin lần đầu tiên đặt chân đến cao nguyên Lâm Viên. Mặc dù vậy, trước thời kỳ này đã có nhiều nhà thám hiểm khác từng tới Lâm Viên, vùng đất này vốn là nơi cư trú của những cư dân người Lạch. Năm 1897, Toàn quyền Paul Doumer quyết định tìm kiếm một địa điểm để xây dựng trạm nghỉ dưỡng dành cho công chức và binh lính Pháp ở Đông Dương. Nhận được thư riêng của Paul Doumer, Alexandre Yersin đã đề nghị chọn cao nguyên Lâm Viên, nơi có khí hậu tương tự như vùng ôn đới châu Âu. Cuối tháng 3 năm 1899, đích thân Toàn quyền Paul Doumer cùng bác sĩ Yersin đã đến cao nguyên Lâm Viên để khảo sát và quyết định triển khai thực hiện dự định ban đầu.
Dự án xây dựng thành phố bị gián đoạn vào năm 1902 khi Toàn quyền Paul Doumer trở về Pháp, mang theo cả ý tưởng về một thành phố trên cao nguyên. Phải hơn 10 năm sau, khi Chiến tranh thế giới thứ nhất bùng nổ, nhiều người Pháp không thể trở về châu Âu trong những kỳ nghỉ, Đà Lạt mới lại được nhớ đến. Từ giữa thập niên 1910, công cuộc kiến thiết thành phố thực sự bắt đầu và ranh giới của Đà Lạt cũng được xác định về mặt pháp lý khi Hội đồng nhiếp chính triều đình Huế thông báo Dụ thành lập thị tứ Đà Lạt ngày 20 tháng 4 năm 1916. Trong vòng 30 năm, nhờ những bản quy hoạch của các kiến trúc sư Ernest Hébrard và Jacques Lagisquet, một thành phố xinh đẹp với những biệt thự, công sở, trường học, khách sạn... đã hình thành. Vào năm 1945, Đà Lạt đã là một đô thị hơn 25 ngàn dân, giữ vai trò một trung tâm giáo dục quan trọng và một thành phố du lịch hấp dẫn. Trong giai đoạn đầu của cuộc chiến tranh Việt Nam, Đà Lạt được chính quyền Đệ Nhất Cộng hòa quy hoạch phát triển tương đối quy mô, nhiều trường học, trung tâm văn hóa và các công trình kiến trúc tiếp tục xuất hiện. Nhưng kể từ năm 1964, khi tình hình chính trị miền Nam Việt Nam không ổn định và cuộc chiến tranh ngày càng khốc liệt, Đà Lạt cũng chịu nhiều biến động và không còn phát triển như giai đoạn trước đó.
Sau năm 1975, giống như nhiều đô thị khác thời kỳ đầu sau chiến tranh, Đà Lạt bước vào một giai đoạn khó khăn. Nhưng từ cuối thập niên 1980, cùng với sự phát triển của nền kinh tế Việt Nam, thành phố Đà Lạt cũng dần hồi sinh, cơ sở hạ tầng đô thị tiếp tục được xây dựng, nâng cấp. Năm 2009, Đà Lạt được Thủ tướng Chính phủ quyết định công nhận là đô thị loại I, tiếp tục giữ vai trò một thành phố quan trọng của vùng Tây Nguyên.

## Thám hiểm cao nguyên Lâm Viên

### Những cuộc thám hiểm trước 1893
Từ xa xưa, vùng cao nguyên Lâm Viên là địa bàn sinh sống của người Lạch, người Chil và người Srê thuộc dân tộc Cơ Ho, trong đó người Lạch chiếm số đông nhất. Những người đầu tiên đến tiếp xúc với cư dân bản địa trên đất Lâm Đồng là người Chăm và có thể họ đã đặt chân lên cao nguyên Lâm Viên. Theo một vài ghi chép, người Việt cũng có thể từng biết đến và có mặt ở vùng đất này. Về mặt hành chính, cư dân bản địa vùng này quy thuộc tỉnh Khánh Hòa. Đối với những nhà thám hiểm, trong toàn bộ vùng rừng núi Nam Trung Bộ, cao nguyên Lâm Viên chính là khu vực khó thâm nhập nhất. Nếu từ đồng bằng duyên hải miền Trung, để đến được cao nguyên Lâm Viên, cần vượt qua tầng cao nguyên thứ nhất, nơi có độ cao trung bình từ 900 đến 1.000 mét. Người Việt đầu tiên có ý định thám hiểm vùng đất này là Nguyễn Thông, vị quan nhà Nguyễn nửa cuối thế kỷ XIX. Năm 1877, khi đang giữ chức dinh điền sứ tỉnh Bình Thuận, Nguyễn Thông và Trương Gia Hội, vị quan tuần phủ Thuận Khánh, đã tiến hành thám hiểm vùng đất nằm giữa ba con sông La Ngà, Đồng Nai và Đạ Huoai, trong đó nhóm đi xa nhất của đoàn thám hiểm đã đặt chân đến cực nam của tỉnh Lâm Đồng, thuộc địa bàn huyện Đạ Huoai ngày nay. Toàn bộ hành trình chuyến đi được Nguyễn Thông ghi lại trong bài Sớ xin lập đồn điền khai khẩn vùng Thượng du.
Ngay sau khi chiếm được Nam Kỳ Lục tỉnh vào năm 1867, người Pháp đã sớm quan tâm đến việc thám hiểm miền Đông Nam Bộ và miền Nam Trung Bộ. Bác sĩ Paul Néis, y sĩ hạng nhất của hải quân Pháp, là một trong những người Pháp đầu tiên thám hiểm vào vùng đất của người Thượng ở khu vực này. Chuyến đi đầu tiên của Paul Néis thực hiện từ ngày 1 tháng 11 năm 1880 đến ngày 8 tháng 1 năm 1881 có địa bàn gần trùng với địa bàn thám hiểm của Nguyễn Thông. Tuy có ý định đến núi Langbiang, vì theo lời người Thượng đó là đầu nguồn của sông Đồng Nai, nhưng Paul Néis buộc phải thay đổi lộ trình đi đến phủ Bình Thuận vì đồng hồ mang theo ngừng chạy, không thể ghi lại nhật trình, và sức khỏe của một số thành viên trong đoàn thám hiểm sa sút. Từ ngày 11 tháng 2 đến giữa tháng 4 năm 1881, nhờ sự giúp đỡ của một tù trưởng người Mạ ở vùng hữu ngạn sông La Ngà, Paul Néis cùng trung úy thủy quân lục chiến phụ trách về trắc địa Albert Septans đã thực hiện chuyến thám hiểm thứ hai tới tận đầu nguồn sông Đồng Nai. Trong chuyến đi này, Paul Néis và Albert Septans đã ghi chép được nhiều số liệu về khí tượng và nhân trắc học của vùng cao nguyên Lâm Viên.
Chuyến đi của Paul Néis và Albert Septans đã mở đường cho nhiều cuộc thám hiểm khác đi vào vùng Đông Nam Bộ và Nam Trung Bộ, như của A. Gautier năm 1882, L. Nouet năm 1882... và đặc biệt là chuyến thám hiểm của thiếu tá Humann năm 1884. Trong cuốn hồi ký Sept mois chez les Mois (Bảy tháng nơi xứ Thượng), Alexandre Yersin nhiều lần nhắc đến Paul Néis và thiếu tá Humann, và cũng đã biết đến bản đồ của Humann. Tuy Paul Néis và Albert Septans tới cao nguyên Lâm Viên trước Alexandre Yersin 12 năm, nhưng chuyến đi của họ chỉ được biết đến trong giới thám hiểm mà không được giới thiệu rộng rãi tới công chúng. Vào thời kỳ đó, những người Pháp vẫn còn bận tâm tới việc chinh phục toàn bộ Đông Dương nên cuộc thám hiểm của bác sĩ Paul Néis đã nhanh chóng bị rơi vào quên lãng.

### Chuyến thám hiểm của Yersin

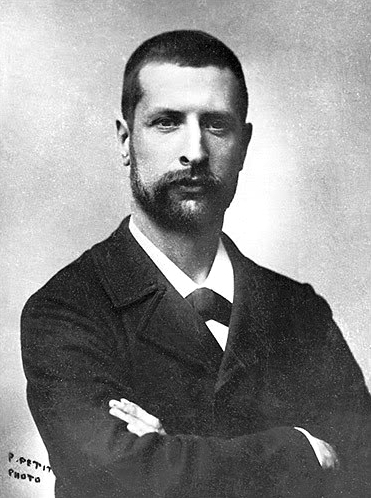
Alexandre Yersin năm 1893, khoảng thời gian ông thám hiểm cao nguyên Lâm Viên.

Năm 1890, sau khi đã bảo vệ thành công luận án tiến sĩ y khoa và làm việc tại Viện Pasteur Paris, Alexandre Yersin quyết định rời bỏ phòng thí nghiệm để dấn thân vào những cuộc phiêu lưu. Ông xin vào làm việc cho hãng hàng hải Messageries Maritimes với hy vọng được đến các quốc gia thuộc địa. Từ tháng 10 năm 1890, Yersin phục vụ trên tuyến đường biển Sài Gòn – Manila với chức vụ y sĩ, và đến tháng 4 năm 1891, ông chuyển sang tàu Saigon hoạt động trên tuyến Sài Gòn – Hải Phòng. Ngày 29 tháng 7 năm 1891, trong lúc tàu dừng lại ở Nha Trang, Yersin thực hiện chuyến thám hiểm đầu tiên với ý định đi bằng đường núi từ Nha Trang về Sài Gòn trong vòng 10 ngày. Nhưng chuyến đi không thành công. Sau khi qua Phan Rang, Phan Rí và đến Ta La, vùng phụ cận của Di Linh ngày nay, Yersin được người dân bản địa cho biết phải mất ít nhất 9 đến 10 ngày để tới được Sài Gòn. Ông quyết định trở lại Nha Trang để kịp lên tàu và tiếp tục hành trình ra miền Bắc.
Tháng 10 năm 1892, Alexandre Yersin trở lại Paris và tìm cách vận động để được tiếp tục thám hiểm. Nhờ sự giúp đỡ của một số người quen biết, đặc biệt là Louis Pasteur và Émile Duclaux, Yersin được Bộ giáo dục Pháp cấp kinh phí để thực hiện một nhiệm vụ khảo sát khoa học. Ông quay lại Sài Gòn vào đầu năm 1893, tới gặp Toàn quyền Jean-Marie de Lanessan và nhận nhiệm vụ khảo sát một tuyến đường bộ từ Sài Gòn xuyên sâu vào vùng đất của người Thượng, kết thúc ở một địa điểm thuận lợi trên bờ biển Trung Kỳ. Ngày 24 tháng 2 năm 1893, Yersin cùng năm người khác rời Sài Gòn để thực hiện chặng đường đầu tiên từ Sài Gòn đi Phan Thiết, băng qua vùng Tánh Linh. Ngoài các dụng cụ thám hiểm, Yersin còn mang theo một số thuốc chủng bệnh đậu mùa để chủng ngừa cho người dân những vùng ông sẽ đi qua. Đoàn thám hiểm qua Tà Cú, Tánh Linh, rồi tới Phan Thiết, từ đây Yersin tới Nha Trang bằng đường Cái Quan để gặp công sứ Pháp ở Khánh Hoà Lenormand (1891 - 1895?), sau đó trở lại Phan Rí. Sáng ngày 8 tháng 4 năm 1893, ông rời Phan Rí để thực hiện chặng đường thứ hai Phan Rí – Tánh Linh, băng qua vùng núi. Đoàn lữ hành trên đoạn đường này rất đông đảo, gồm có 80 dân phu, 6 ngựa cưỡi và một con voi. Ở Lao Gouan, ngày nay thuộc huyện Đức Trọng, Yersin gặp Tong Vit Ca, một người Việt nhận khoán việc thu thuế ở các tổng người Thượng trực thuộc Phan Rí. Tong Vit Ca ngỏ ý muốn tháp tùng Yersin đến Ta La. Đoàn thám hiểm tới Ta La ngày 25 tháng 4, ở đây Yersin chia tay Tong Vit Ca tiếp tục hành trình đến làng Droum, qua sông La Ngà trở về Tánh Linh.
Ngày 30 tháng 5 năm 1893, Alexandre Yersin bắt đầu thực hiện chặng đường thứ ba từ Tánh Linh đi Phan Rang bằng một con đường núi khác với chặng trước. Sau khi men theo tả ngạn sông La Ngà để trở lại Droum, đoàn thám hiểm vượt qua sông đến Tia Lao, một địa điểm đã được ghi trên bản đồ của thiếu tá Humann. Ngày 11 tháng 6, Yersin đến Bross, nằm ở đáy một thung lũng sâu có sông Đồng Nai chảy qua, phía Bắc là ngọn núi Tadoung, ngày nay thuộc tỉnh Đắk Nông. Từ Tadoung, Yersin xuống núi để quay trở lại Rioung và để lại hành lý tại đây rồi bốn người phu khuân vác lên đường thám sát vùng núi Lang Biang. Sau hai ngày đường, vào 15 giờ 30 ngày 21 tháng 6 năm 1893, Yersin bước ra khỏi rừng thông và phát hiện ra cao nguyên Lâm Viên. Trong nhật ký hành trình, ông chỉ ghi vắt tắt: "3h30: cao nguyên lớn trơ trụi, nhấp nhô gò đồi". Yersin ngủ lại một đêm ở Dankia rồi trở về Rioung dưới một cơn mưa tầm tã. Sau khi rời Rioung, đoàn thám hiểm men theo thung lũng sông Đa Nhim và đến Phan Rang ngày 26 tháng 6 năm 1893.

## Đà Lạt trước 1945

### Giai đoạn trước 1900
Năm 1897, Paul Doumer lên giữ chức Toàn quyền Đông Dương, giai đoạn mà Việt Nam và cả Liên bang Đông Dương tương đối yên bình. Sau thất bại của khởi nghĩa Hương Khê, những hoạt động vũ trang kháng Pháp tạm thời lắng xuống. Trong một chuyến công du tới Ấn Độ vào năm 1897, Toàn quyền Paul Doumer có đến thăm các trạm nghỉ dưỡng được xây dựng trên những vùng núi cao, nơi có khí hậu tương tự như ở châu Âu. Paul Doumer bắt đầu quan tâm đến việc thiết lập những trung tâm nghỉ dưỡng tương tự dành cho người châu Âu ở Đông Dương. Ngay từ những ngày đầu chinh phục thuộc địa, sức khỏe của binh lính và công chức Pháp, những người vốn không quen với khí hậu nhiệt đới, luôn là mối lo của các nhà cầm quyền thực dân. Ngày 23 tháng 7 năm 1897, trong thư gửi cho các khâm sứ, thống sứ, Paul Doumer nêu lên bốn điều kiện cần thiết để xây dựng một trạm nghỉ dưỡng: độ cao trên 1.200 mét, nguồn nước dồi dào, đất đai có thể canh tác và khả năng thiết lập đường giao thông dễ dàng. Khi nhận được thư riêng của Paul Doumer, bác sĩ Alexandre Yersin đã đề xuất chọn cao nguyên Lâm Viên, nơi ông được biết đến trong chuyến thám hiểm năm 1893. Trong hồi ký của mình, Alexandre Yersin viết:
| “ | Vào khoảng năm 1899, lúc ấy ông Doumer đang là Toàn quyền Đông Dương, tôi nhận được thư ông. Trong thư, ông yêu cầu tôi xác định cho ông biết, là theo những kiến thức của tôi, thì trong vùng núi non của Nam Trung Kỳ nước An Nam, mà tôi đã thám hiểm, có nơi nào thích hợp để xây được một nhà an dưỡng chăng. Ông kể những điều kiện cần có sau đây: độ cao thích hợp, diện tích đủ rộng, bảo đảm nguồn nước, khí hậu ôn hòa, có thể đến được. Thật rõ ràng, cao nguyên Lâm Viên thỏa mãn tốt những điều kiện này. Tôi đề nghị ông chọn nó và ông bằng lòng. | ” |

Năm 1897, Paul Doumer cử một phái đoàn quân sự dưới sự chỉ huy của đại úy Thouard nghiên cứu một con đường từ Nha Trang lên Lâm Viên. Sau 11 tháng làm việc, đại úy Thouard kết luận không thể xây dựng một tuyến đường nối trực tiếp Nha Trang với Lâm Viên. Thay vào đó, Thouard phác thảo một con đường xuất phát từ Phan Rang qua ngã Fimnom và gợi ý một tuyến đường khác nối thẳng Sài Gòn với Đà Lạt. Khi đoàn Thouard còn chưa kết thúc, các đoàn nghiên cứu khác của Garnier, Odhéra và Bernard tiếp tục được cử đến Lâm Viên cùng khảo sát còn đường nối Phan Thiết – Di Linh – Đà Lạt. Missigbrott, một thành viên trong đoàn Thouard, đã ở lại sau chuyến khảo sát để lập một vườn rau và chăn nuôi gia súc, tạo cơ sở cho trạm nông nghiệp và trạm khí tượng sau này. Cuối tháng 3 năm 1899, đích thân Toàn quyền Paul Doumer cùng bác sĩ Yersin đến cao nguyên Lâm Viên khảo sát thực tế và quyết định triển khai thực hiện dự định ban đầu. Ngày 1 tháng 11 năm 1899, Toàn quyền Paul Doumer ký nghị định thành lập tỉnh Đồng Nai Thượng với thủ phủ Di Linh và hai trạm hành chính ở Tánh Linh và Lâm Viên. Đây là tiền đề pháp lý đầu tiên cho việc hình thành chức năng hành chính của thành phố Đà Lạt sau này.

### Giai đoạn 1900–1915

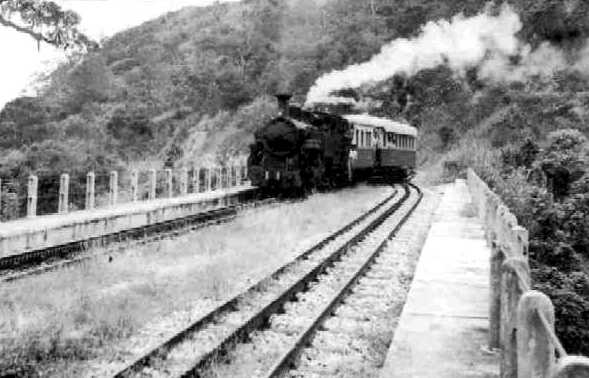
Đường sắt Tháp Chàm – Đà Lạt, xây dựng từ 1903 đến 1928 và khai thác toàn tuyến năm 1932. Quá trình xây dựng tuyến đường sắt này gắn liền với quá trình hình thành Đà Lạt.

Năm 1901, Paul Champoudry, người được cử đến Đà Lạt với tư cách thị trưởng đầu tiên (1901 - 1908) của vài chục cư dân, đã thiết lập một họa đồ tổng thể phát triển Đà Lạt. Cùng năm đó, Toàn quyền Paul Doumer, sau dự định xây dựng tuyến đường sắt xuyên rừng từ Nha Trang lên Đà Lạt không thành, quyết định thành lập tuyến đường sắt Tháp Chàm – Đà Lạt. Tuy vậy, dự án xây dựng thành phố bị dừng lại khi Paul Doumer trở về Pháp vào năm 1902, các công trình gần như bị bỏ dở bởi thiếu kinh phí và trở ngại về giao thông. Thời kỳ này, Đà Lạt chỉ còn mười căn nhà tranh nghèo nàn, cư dân chủ yếu vẫn là những người Lạch cùng một số nhỏ người châu Âu và người Việt. Mặc dù vậy, trong thời gian ngủ quên kéo dài hơn 10 năm này, nhiều đoàn nghiên cứu vẫn tiếp tục được Toàn quyền Jean Baptiste Paul Beau gửi tới Lâm Viên để khảo sát. Những kết quả của họ đã khẳng định chắc chắn hơn quyết định chọn Đà Lạt làm nơi nghỉ dưỡng, thay vì các địa điểm khác như thung lũng sông Đa Nhim hay cao nguyên Di Linh.
Tháng 5 năm 1903, Tướng Léon de Beylié cùng một phái đoàn tới Đà Lạt và quyết định chọn nơi đây để thiết lập một doanh trại quân đội 3.500 đến 4.000 binh lính người châu Âu đồn trú. Ngày 5 tháng 1 năm 1906, Hội đồng quốc phòng Đông Dương họp tại Đà Lạt và quyết định chọn cao nguyên Lâm Viên làm nơi nghỉ dưỡng, đồng thời xác định vị trí Đà Lạt thay vì khu vực Dankia. Nhưng cho tới nhiệm kỳ của Toàn quyền Antony Klobukowski, 1908 – 1910, mọi hoạt động hầu như chững lại. Thị trưởng Champoudry cùng hội đồng thị xã khi đó "không có một khoản ngân sách đáng kể, không có một sự trợ giúp nào cả". Thời kỳ này chỉ một vài công trình được xây dựng, trong đó có lữ quán cho khách vãng lai về sau trở thành khách sạn Hôtel du Lac, và các trạm nông nghiệp và khí tượng được chuyển từ Dankia về Đà Lạt. Pierre Duclaux, một người Pháp tới cao nguyên Lâm Viên vào năm 1908, đã viết:
| “ | Đà Lạt! Tám hay mười mái nhà tranh của người Việt, một nhà sàn bằng ván thô sơ dành cho lữ khách, một vòi nước, quảng trường chợ, một nhà bưu điện đơn sơ... Còn dân cư? Vài chục người Việt bị đày, vài khách người châu Âu đi công tác hay trắc địa, những người thợ săn hay lữ khách hiếm hoi cùng đoàn tùy tùng. Tài nguyên? Gần như không có gì hết, không có một khoản ngân sách đáng kể, không có một sự trợ giúp nào cả... [Cư dân] phải thường xuyên chống lại cọp và beo rất nhiều trong khắp vùng. | ” |

Đến nhiệm kỳ của Toàn quyền Albert Sarraut, sự đe dọa của Nhật Bản khiến Chính phủ Pháp nới rộng quyền hạn của Toàn quyền Đông Dương, cho phép cai trị thuộc địa bằng chính những nghị định do Toàn quyền ban hành. Năm 1911, Albert Sarraut quyết định đẩy nhanh tiến độ các công trình giao thông lên Đà Lạt. Năm 1913 và năm 1914, các tuyến đường bộ Phan Thiết – Di Linh và Di Linh – Đà Lạt lần lượt hoàn thành. Đây là con đường lưu thông bằng xe đầu tiên nối Đà Lạt với vùng đồng bằng, trước đó để đến Đà Lạt chỉ có thể đi bộ hoặc đi ngựa. Cùng với giao thông đường bộ, đoạn đường sắt Phan Rang – Krong Pha được đưa vào sử dụng giúp việc giao thương và đi lại giữa Đà Lạt với vùng đồng bằng trở nên thuận tiện. Đến năm 1915, có hai con đường để đi từ Sài Gòn tới Đà Lạt: tuyến Sài Gòn – Ma Lâm – Đà Lạt dài 354 km mất một ngày rưỡi và tuyến Sài Gòn – Phan Rang – Đà Lạt dài 414 km mất hai ngày. Chiến tranh thế giới thứ nhất bùng nổ, nhiều người châu Âu không thể trở về quê hương đã tìm tới Đà Lạt để nghỉ dưỡng. Từ năm 1915, nhiều du khách đã đến đây bằng xe hơi và Hãng vận tải Lang Biang (Société des correspondances Automobiles du Lang Biang) thuộc chi nhánh của Công quản Đường sắt Miền Nam bắt đầu tổ chức đưa du khách đến Đà Lạt nghỉ dưỡng, săn bắn.

### Giai đoạn 1916 – 1945

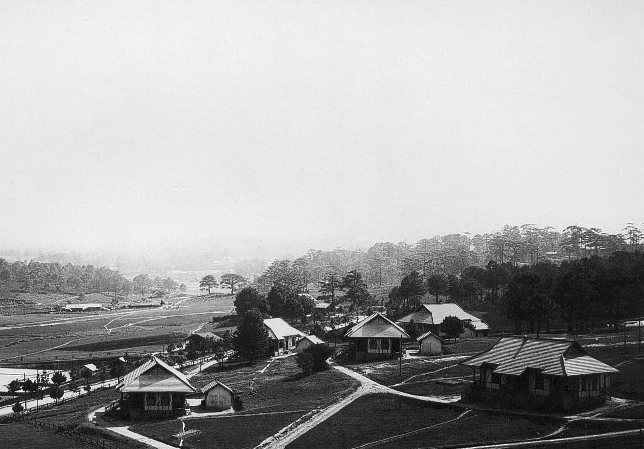
Quang cảnh Đà Lạt khoảng cuối thập niên 1920, khu vực gần khách sạn Langbian Palace, ngày nay là khách sạn Dalat Palace.

Khoảng thời gian từ năm 1916 đến năm 1945 là một giai đoạn đầy biến động của lịch sử. Hai cuộc thế chiến đã tác động sâu sắc đến tình hình chính trị và xã hội. Sau Chiến tranh thế giới thứ nhất, công cuộc khai thác thuộc địa tại Đông Dương trở nên sôi động, số vốn đầu tư của tư bản Pháp từ 170 triệu franc vào năm 1924 lên đến 585 triệu franc vào năm 1930. Tình trạng lạm phát tại Pháp khiến cho đồng bạc Đông Dương và các nguyên liệu tăng giá, thúc đẩy sự đầu tư của tư bản Pháp trong khoảng thời gian 1924 đến 1930 lên tới 3 tỷ franc. Sự phát triển của kinh tế dẫn đến sự có mặt ngày càng đông những người nước ngoài tại Việt Nam với con số 30 ngàn người Pháp vào năm 1937 và 466 ngàn Hoa kiều vào năm 1943. Hai cuộc thế chiến cũng khiến nhu cầu nghỉ dưỡng tại chỗ của người ngoại quốc tăng, trở thành cơ hội giúp thành phố du lịch Đà Lạt phát triển.
Giai đoạn từ 1916 đến 1926 có thể xem như giai đoạn thể chế hóa Đà Lạt. Ngày 6 tháng 1 năm 1916, Toàn quyền Ernest Roume ký Nghị định thành lập tỉnh Lâm Viên với địa giới: phía bắc là sông Krông Nô, phía đông nam là sông Krông Pha, phía nam là sông La Giai, phía tây là biên giới với Campuchia. Ngày 20 tháng 4 cùng năm, Hội đồng nhiếp chính của vua Duy Tân thông báo Dụ thành lập thị tứ Đà Lạt. Theo tinh thần của dụ này, toàn bộ quyền hạn đối với Đà Lạt được trao cho Toàn quyền Đông Dương, người Pháp toàn quyền sở hữu đất đai trong khu vực và dưới quyền điều hành trực tiếp của Toàn quyền Đông Dương. Bốn năm sau đó, ngày 31 tháng 10 năm 1920, Toàn quyền Maurice Long ký nghị định thành lập khu tự trị Lâm Viên, phần địa giới còn lại của tỉnh Lâm Viên được mang tên Đồng Nai Thượng với tỉnh lỵ đặt tại Di Linh. Cũng ngày 31 tháng 10 năm 1920, thới viên thị trưởng Garnier (1920 - 1926), một nghị khác của Toàn quyền Đông Dương ấn định khu tự trị trên cao nguyên Lâm Viên trở thành thị xã Đà Lạt và xác định nâng Đà Lạt lên thị xã hạng hai với những quy chế rộng rãi. Năm 1926, một nghị định tiếp theo được ký vào ngày 26 tháng 7 đưa địa vị hành chính của Đà Lạt lên cao hơn: Đà Lạt vừa trở thành đơn vị trực thuộc Toàn quyền, vừa có tính tự trị cao hơn so với những thị xã khác. Năm 1941, khi tỉnh Lâm Viên được tái lập, Thị trưởng Đà Lạt là De Redon (1941 - 1942) đã kiêm luôn chức Tỉnh trưởng tỉnh Lâm Viên.
Cùng với việc xác lập địa vị hành chính, dân số Đà Lạt cũng tăng lên mạnh mẽ và các công trình xây dựng dần mọc lên. Vào năm 1923, nơi đây chỉ có 1.500 dân cư, tới năm 1938, dân số thành phố đã lên đến 9.000 người và năm 1944, Đà Lạt trở thành một đô thị hơn 25 ngàn dân. Năm 1921, kiến trúc sư Ernest Hébrard nhận nhiệm vụ thiết lập đồ án quy hoạch Đà Lạt. Hoàn thành vào tháng 8 năm 1923, đồ án của Ernest Hébrard thể hiện một tầm nhìn và tham vọng rất lớn: xây dựng Đà Lạt trở thành thủ phủ của Liên bang Đông Dương. Năm 1933, kiến trúc sư Louis Georges Pineau đưa ra một đồ án chỉnh trang thành phố với một quan niệm thực tế hơn và hầu hết những nét chủ đạo của đồ án này vẫn được giữ lại trong Chương trình chỉnh trang và phát triển Đà Lạt năm 1943. Giai đoạn từ năm 1916 cho tới Chiến tranh thế giới thứ hai, các công trình cơ sở hạ tầng của Đà Lạt cũng dần hoàn thiện. Năm 1918, nhà máy điện được xây dựng, từ năm 1919 đến 1921, trường học, kho bạc, bưu điện và trạm xá lần lượt xuất hiện. Những năm đầu thế kỷ XX, ở Đà Lạt chỉ có những ngôi nhà gỗ, năm 1908 mới xuất hiện ngôi nhà gạch không tô đầu tiên. Nhưng đến thập niên 1920 và 1930, hàng loạt những công trình kiến trúc quy mô lớn đã được xây dựng, như khách sạn Langbian Palace, trường Trung học Yersin, ga Đà Lạt, dinh Toàn quyền... Giai đoạn này, các cơ sở văn hóa và giáo dục cũng bắt đầu phát triển, một số trường học như Trung học Yersin, Couvent des Oiseaux hay Thiếu sinh quân thu hút học sinh đến từ khắp Việt Nam và cả Đông Dương. Năm 1938, khi nhà ga xe lửa hoàn thành, thời gian đi từ Hà Nội đến Đà Lạt chỉ mất 48 giờ, du khách tìm đến thành phố nghỉ dưỡng ngày một đông. Năm 1944, thời tỉnh trưởng Lâm Viên là Berjoan (1942 - 1945), Đà Lạt gần như là thủ đô của Liên bang Đông Dương khi Toàn quyền và hầu hết các công sở quan trọng đều chuyển về làm việc ở đây. Sau gần 30 năm xây dựng, Đà Lạt vào năm 1945 đã trở thành một thành phố xinh đẹp của vùng Viễn Đông, một trung tâm giáo dục quan trọng và một điểm du lịch hấp dẫn.

## Đà Lạt từ 1945 đến 1954

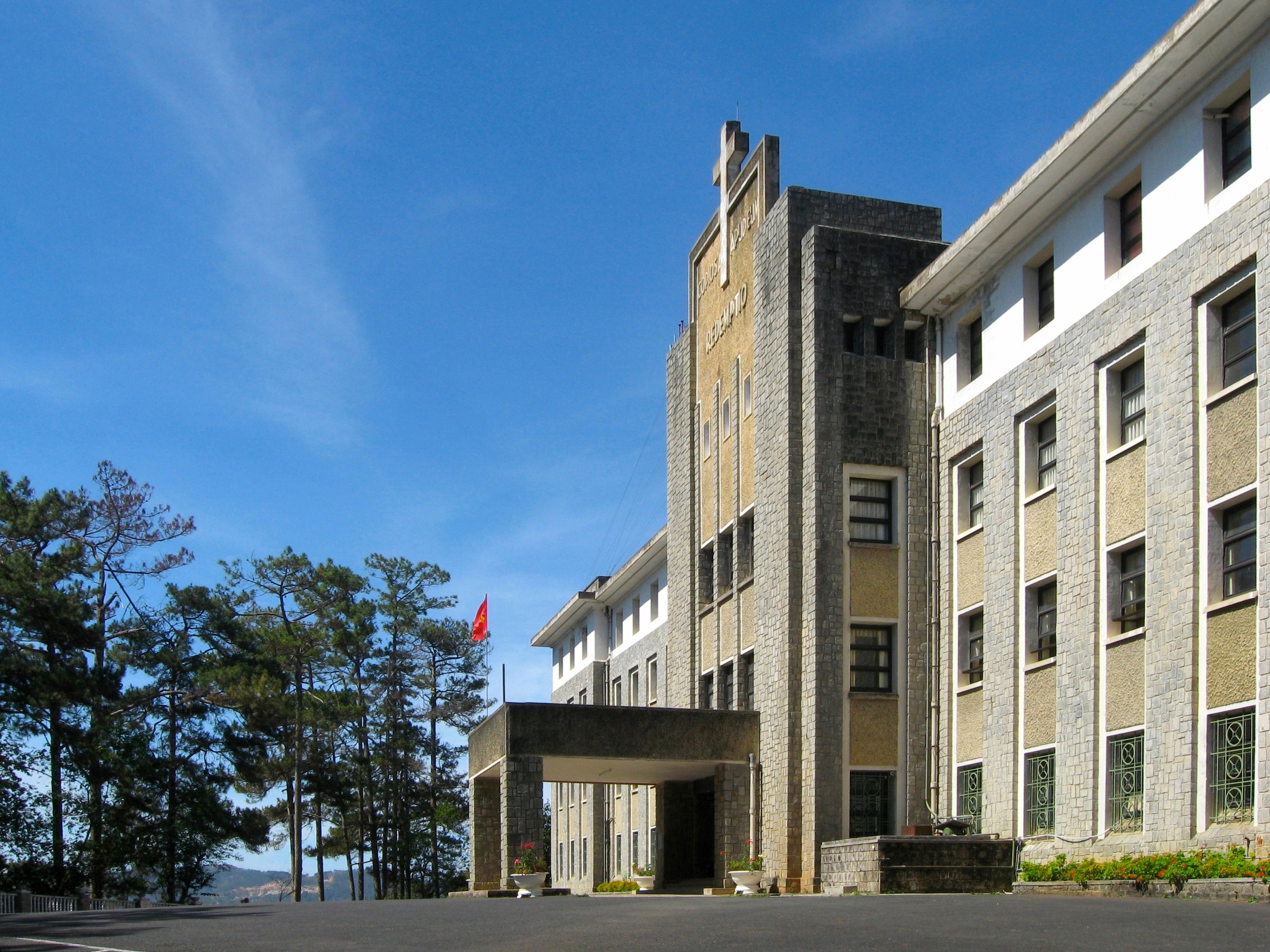
Viện Sinh học Tây Nguyên, trước đây là tu viện Dòng Chúa Cứu Thế, một trong số ít những công trình được xây dựng vào khoảng thời gian từ năm 1945 đến năm 1954.

Từ giữa thế kỷ XX, lịch sử Việt Nam bước vào một thời kỳ đầy biến động khiến Đà Lạt cũng chịu nhiều ảnh hưởng. Tháng 3 năm 1945, quân đội Nhật Bản thực hiện cuộc đảo chính lật đổ chính phủ bảo hộ của Pháp tại Đông Dương. Để chuẩn bị đối phó với quân Đồng Minh, quân đội Nhật được đưa đến Đà Lạt và chiếm đóng nhiều nơi, đồng thời đào hầm hào công sự ở những vị trí quan trọng, dự trữ lương thực, thực phẩm. Trong giai đoạn này, có tới 600 viên chức và kiều dân Pháp bị bắt và tập trung ở hai cư xá Decoux và Bellevue. Khi Chính phủ Trần Trọng Kim thành lập, Nguyễn Tiến Lãng, sau đó là Hoàng thân Ưng An được cử tới làm Tỉnh trưởng tỉnh Lâm Viên, chức vụ kiêm nhiệm Thị trưởng Đà Lạt. Cuộc chiến tranh Đông Dương nổ ra cuối năm 1946 đã ảnh hưởng mạnh mẽ tới Đà Lạt, nhiều cư dân rời thành phố tới lánh nạn ở Đơn Dương, Ninh Thuận, Bình Thuận hoặc trở về quê quán cũ. Năm 1946, dân số Đà Lạt chỉ còn 5.200 người khiến người Pháp gọi nơi đây là "thành phố quạnh hiu". Nhưng bắt đầu từ năm 1947, thành phố dần đông đúc trở lại khi nhiều người dân hồi cư. Cuối năm 1952, dân số Đà Lạt lên đến 25.041 người, gần tương đương thời điểm năm 1944.
Khi người Pháp trở lại nắm giữ Đà Lạt năm 1946, các hoạt động kinh tế xã hội cũng dần trở lại bình thường. Bộ máy chính quyền Đà Lạt được tổ chức lại - với Movillon làm đốc lý (1946 - 1949). Tòa Đốc lý được đổi thành Tòa Thị chính và thị xã do một thị trưởng quản lý với sự tham dự của Hội đồng thị xã. Vào thời kỳ này, Đà Lạt được chia thành 10 khu phố, định danh từ 1 đến 10, với 30 ấp. Năm 1950, Triều đình Huế quyết định tách Tây Nguyên thành một đơn vị hành chính riêng, Bảo Đại ra Dụ số 6 ngày 14 tháng 4 năm 1950 thành lập Hoàng triều Cương thổ với Đà Lạt làm thủ phủ. Ngày 10 tháng 11 cùng năm đó, Bảo Đại tiếp tục ra Dụ số 4 với nội dung sửa đổi địa giới hành chính thị xã Đà Lạt và sáp nhập một phần tỉnh Lâm Viên vào tỉnh Đồng Nai Thượng. Đà Lạt khi đó trở thành địa điểm của rất nhiều các cơ quan liên tỉnh, quốc gia và liên bang. Trong khoảng thời gian 1945 đến 1954, mạng lưới giáo dục của thành phố phát triển rộng khắp với 20 trường học. Đà Lạt thời kỳ này tuy bình yên nhưng ít được xây dựng thêm, đáng chú ý chỉ có tu viện Dòng Chúa Cứu Thế, ngày nay là trụ sở Viện Sinh học Tây Nguyên, và Trường miền núi Lang Biang. Khoảng cuối năm 1953 đầu năm 1954, khi cuộc chiến tranh Đông Dương bước vào giai đoạn khốc liệt nhất, dân chúng ở các tỉnh lân cận đổ về Đà Lạt để tỵ nạn chiến tranh.

## Đà Lạt từ 1954 đến 1975

### Giai đoạn 1954 – 1963
Năm 1954, sau thất bại ở trận Điện Biên Phủ, người Pháp rời khỏi Đông Dương. Hiệp định Genève chia Việt Nam thành hai miền với ranh giới là vĩ tuyến 17. Đà Lạt thời kỳ này tiếp tục chịu tác động sâu sắc bởi những biến động của lịch sử. Chỉ trong vòng hơn hai năm từ 1954 đến 1956, dân số Đà Lạt tăng từ trên 25 ngàn lên gần 59 ngàn nhờ dòng người di cư từ miền Bắc cùng làn sóng cư dân từ miền Trung tới lập nghiệp. Dưới thời Đệ Nhất Cộng hòa Việt Nam, chính quyền Sài Gòn xác lập một nền hành chính mang sắc thái riêng. Ngày 11 tháng 3 năm 1955, Thủ tướng Ngô Đình Diệm ban hành Dụ số 21 giải thể chế độ Hoàng triều Cương thổ, Đà Lạt trực thuộc chính quyền trung ương tại Sài Gòn. Ngày 19 tháng 5 năm 1958, Tổng thống Ngô Đình Diệm ký sắc lệnh 261 – VN thành lập tỉnh Tuyên Đức bao gồm thị xã Đà Lạt và 3 quận Lạc Dương, Đơn Dương, Đức Trọng. Một phần lãnh thổ Đà Lạt bị cắt bớt nên dân số giảm xuống chỉ còn 43 ngàn người.
Sau khi người Pháp rời khỏi Đông Dương, Đà Lạt chỉ còn vai trò một thành phố du lịch, không còn giữ chức năng "thủ đô mùa hè" như giai đoạn trước đó. Được xem như địa bàn chiến lược quan trọng ở Nam Tây Nguyên, Đà Lạt khi đó được chính quyền Sài Gòn thiết lập một hệ thống hành chính khá hoàn chỉnh. Thành phố đặt dưới quyền một thị trưởng với bộ máy giúp việc gồm các ty Nội an và Quân vụ, Hành chính, Tài chính, Kinh tế... và một Hội đồng đô thị. Trần Văn Phước, thị trưởng của Đà Lạt (1955 - 1963) đã  kiêm nhiệm chức vụ tỉnh trưởng tỉnh Tuyên Đức và từ 9 tháng 11 năm 1960, tòa thị chính Đà Lạt được sáp nhập với tòa hành chính tỉnh Tuyên Đức. Năm 1961, hai cơ quan hành chính này được tách riêng, nhưng tới năm 1964 lại được gộp lại thành tòa hành chính Đà Lạt – Tuyên Đức. Về tổ chức hành chính, Đà Lạt được chia thành 10 khu phố, xã Liên Hiệp và ấp Thái Phiên. Mỗi khu phố bao gồm nhiều ấp và mỗi ấp đều có ấp trưởng trực tiếp quản lý mạng lưới liên gia từ 10 đến 30 hộ gia đình đặt dưới sự giám sát của liên gia trưởng về mọi mặt hành chính cũng như an ninh trật tự.
Từ năm 1954 đến năm 1963, chính quyền Tổng thống Ngô Đình Diệm có kế hoạch phát triển Đà Lạt khá quy mô, xây dựng các công trình văn hóa nghệ thuật, cơ sở hạ tầng đô thị được chỉnh trang, nâng cấp. Nền kinh tế thành phố vẫn giữ nguyên định hướng phát triển du lịch và nông nghiệp. Đặc biệt từ năm 1958, sau Đại hội Lâm Viên – Đà Lạt, chính quyền Sài Gòn với Chương trình khai thác Cao nguyên Trung Phần muốn biến Đà Lạt thành một trung tâm du lịch quốc tế, đã mở ra hướng dịch vụ mới về giáo dục và nghiên cứu khoa học. Hàng loạt các trường học, trung tâm văn hóa và cơ sở nghiên cứu ra đời vào thời kỳ này, có thể kể đến Viện Đại học Đà Lạt, Giáo hoàng Học viện, Trung tâm Nghiên cứu Nguyên tử, Thư viện Đà Lạt... Nhiều công trình phục vụ du lịch, các sơ sở tôn giáo cũng tiếp tục được xây dựng và sửa chữa, như chợ Đà Lạt, sân bay Liên Khương, nhà thờ Cam Ly, chùa Linh Phong.

### Giai đoạn 1964 – 1975

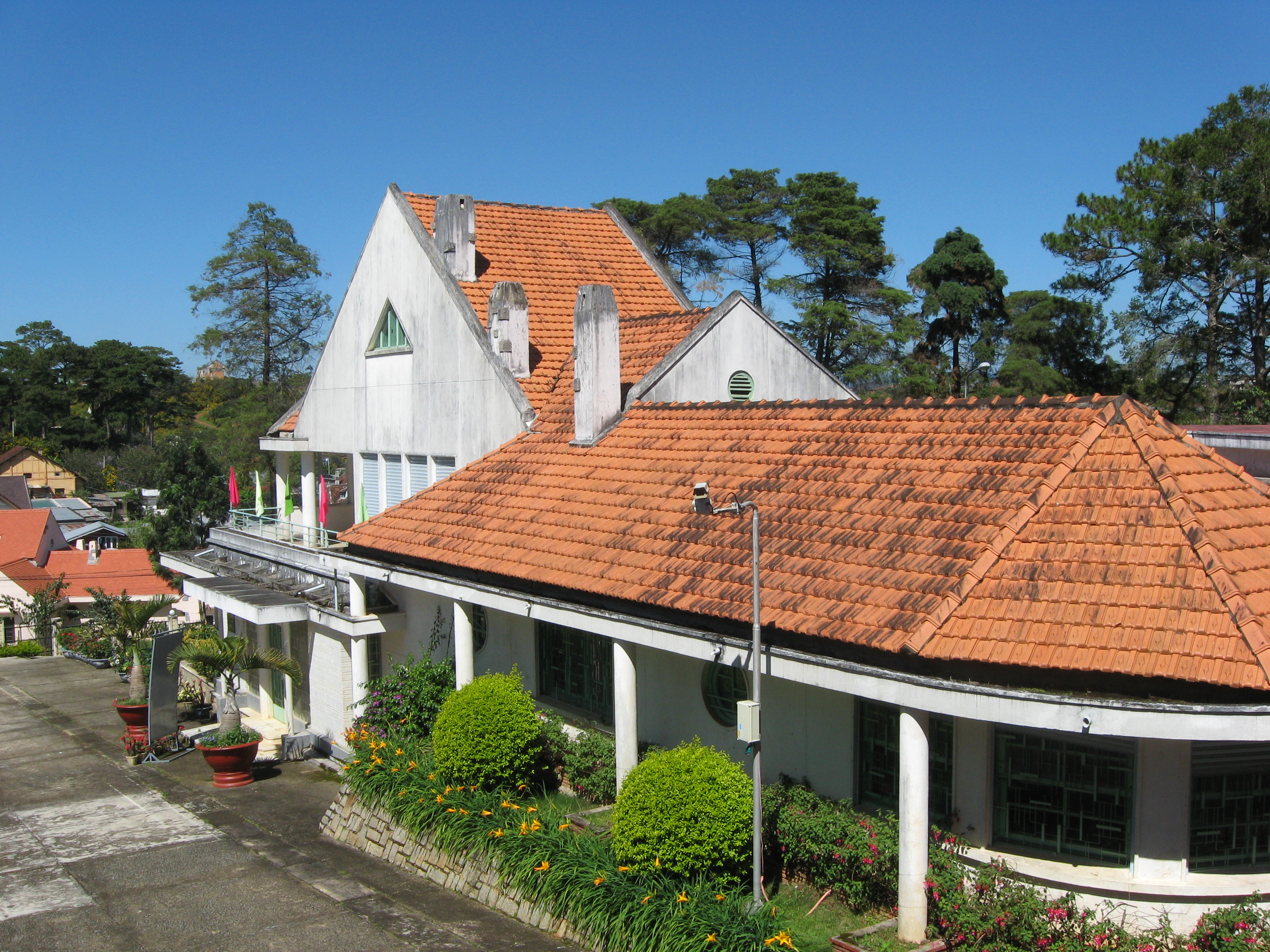
Biệt điện Trần Lệ Xuân, dinh thự của gia đình Trần Lệ Xuân và Ngô Đình Nhu. Năm 1964, công trình trở thành địa điểm tham quan sau khi Ngô Đình Diệm và Ngô Đình Nhu bị ám sát. Ngày nay, nơi đây trở thành Trung tâm Lưu trữ quốc gia IV.

Dự án phát triển Đà Lạt trở thành trung tâm du lịch nghỉ dưỡng được tiến hành trong một thời gian ngắn thì gián đoạn khi anh em Tổng thống Ngô Đình Diệm và Ngô Đình Nhu bị ám sát trong cuộc đảo chính cuối năm 1963. Trong giai đoạn này, tình hình chính trị miền Nam Việt Nam không ổn định khiến Đà Lạt ít nhiều bị tác động. Từ năm 1965, khi Hoa Kỳ trực tiếp đưa quân đội vào tham chiến ở Việt Nam, chính quyền Sài Gòn chỉ định các chức vụ thị trưởng, tỉnh trưởng bằng những sĩ quan cấp tá thay cho những nhà cầm quyền dân sự. Việc phát triển cơ sở hạ tầng đô thị thời kỳ này ít được coi trọng, thay vào đó, rất nhiều các công trình phục vụ cho mục đích quân sự được xây dựng hoặc sửa chữa, như các trung tâm huấn luyện quân sự, trạm radar trên núi Lang Biang và ở Cầu Đất, sân bay Cam Ly, sân bay Liên Khương. Tuy vậy, một số công trình dân sự cũng xuất hiện trong khoảng thời gian này, có thể kể tới Làng cô nhi SOS, Trung tâm trẻ khuyết tật, Trường Kỹ thuật Lasan... và các công trình dịch vụ thương mại, khách sạn, nhà hàng mọc lên ở khu vực trung tâm thành phố.
Đà Lạt tiếp tục giữ một vai trò quan trọng trong hệ thống giáo dục của Việt Nam Cộng hòa với 61 trường học, trong số này đặc biệt phải kể đến Viện Đại học Đà Lạt, Giáo hoàng Học viện Pio X và các cơ sở đào tạo quân sự: Trường Võ bị Quốc gia, Trường Chiến tranh Chính trị và Trường Chỉ huy Tham mưu. Đà Lạt trước năm 1975 cũng đã là một thành phố đa dạng về tôn giáo với hơn 40 ngôi chùa cùng các nhà thờ, tu viện của 29 dòng tu Công giáo. Du lịch thành phố thời kỳ này không còn nhộn nhịp như giai đoạn trước đó do chiến sự, tình hình an ninh không ổn định, các tuyến đường giao thông lên Đà Lạt không còn được an toàn và các thắng cảnh thiếu kinh phí để tổ chức, khai thác. Thành phố trở thành nơi nghỉ mát của giới thượng lưu và sĩ quan, quan chức có thế lực của chính quyền Việt Nam Cộng hòa, cùng một số người ngoại quốc tới miền Nam Việt Nam công du hay kinh doanh, du lịch. Trong những năm 1960, dân số Đà Lạt gia tăng điều hòa, từ 73 ngàn người năm 1965 lên gần 90 ngàn người năm 1970. Nhưng từ sau 1970, khi chiến tranh Việt Nam ngày càng khốc liệt, dân số Đà Lạt cũng có những biến động đáng kể, đến năm 1975 chỉ còn 85.833 người. Trong những ngày cuối cùng của cuộc chiến, 31 tháng 3 năm 1975, quân đội miền Nam rút khỏi Đà Lạt và sáng 3 tháng 4, quân đội miền Bắc tiến vào thành phố.

## Đà Lạt sau 1975

### Giai đoạn 1975 – 1985
Lịch sử Đà Lạt giai đoạn đầu sau 1975 được đánh dấu bởi hàng loạt những thay đổi hành chính. Trong khoảng thời gian ngắn đầu tiên, Đà Lạt vẫn trực thuộc tỉnh Tuyên Đức, nhưng từ 6 tháng 5 năm 1975, thành phố thuộc về khu VI. Ngày 5 tháng 6 năm 1976, khi tỉnh Lâm Đồng được thành lập trên cơ sở hợp nhất hai tỉnh Tuyên Đức và Lâm Đồng cũ, Đà Lạt trở thành tỉnh lỵ của tỉnh mới. Tháng 2 năm 1979, Đà Lạt được bổ sung thêm phần đất của vùng kinh tế mới Tà In, thuộc Đà Loan, huyện Đức Trọng ngày nay. Ngày 14 tháng 3 cùng năm đó, Hội đồng Chính phủ ra quyết định điều chỉnh địa giới hành chính một số huyện thuộc Lâm Đồng và Đà Lạt được xác định gồm 6 phường và 3 xã Xuân Trường, Xuân Thọ và Tà Nung. Trong những ngày đầu sau chiến tranh, dân số thành phố giảm xuống khi nhiều người phục vụ trong quân đội và bộ máy chính quyền cũ trở về quê quán, thêm vào đó, một phần cư dân Đà Lạt tới định cư trên những vùng đất khác của Lâm Đồng theo chính sách kinh tế mới. Tuy nhiên, dân số Đà Lạt sau đó được bổ sung bởi chính sách tăng cường cán bộ từ miền Bắc và miền Trung cùng với việc mở rộng địa giới hành chính. Đến năm 1982, dân số Đà Lạt vượt ngưỡng 100 ngàn người.
Trong những năm từ 1976 đến 1980, nhiều cơ quan văn hóa, giáo dục và nghiên cứu được thành lập, phần lớn dựa trên những cơ sở đã có từ thời Việt Nam Cộng hòa. Năm 1976, Trường Đại học Đà Lạt và Trường Cao đẳng Sư phạm Đà Lạt ra đời, kế thừa Viện Đại học Đà Lạt và Trường Trung học Yersin. Trước đó, Học viện Quân sự được chuyển từ Hà Nội vào Đà Lạt, tiếp nhận 5 cơ sở của chính quyền cũ. Năm 1978, Bảo tàng Lâm Đồng mở cửa với bộ sưu tập về dân tộc học của Bảo tàng sắc tộc Tây Nguyên trước kia và một số cá nhân. Cũng năm 1978, Trung tâm Nghiên cứu Khoa học tại Đà Lạt, ngày nay là Viện Sinh học Tây Nguyên, được thành lập với trụ sở vốn là một tu viện Dòng Chúa Cứu Thế. Giống như nhiều địa phương khác vào thời kỳ đầu sau chiến tranh, Đà Lạt phải đối mặt với những khó khăn về lương thực và thực phẩm, khiến việc xây dựng và phát triển cơ sở hạ tầng ít được coi trọng. Do không được cải tạo sửa chữa, các đường giao thông nội thị và hệ thống giao thông đường bộ xuống cấp trầm trọng. Việc mở rộng diện tích canh tác nông nghiệp khiến cho các hồ bị bồi lấp nhanh chóng và khai thác rừng cũng làm cho khí hậu và cảnh quan ngày một xấu đi. Nghiêm trọng hơn, nguồn nước của hai nhà máy thủy điện Đa Nhim và Trị An ngày càng thiếu hụt vào mùa khô. Những năm cuối thập niên 1970, đầu thập niên 1980, khi nền kinh tế Việt Nam gặp nhiều khó khăn, đô thị du lịch Đà Lạt cũng bước vào một thời kỳ trầm lắng. Thành phố khi đó thỉnh thoảng mới có một đoàn khách ghé thăm.

### Giai đoạn 1986 - 2025

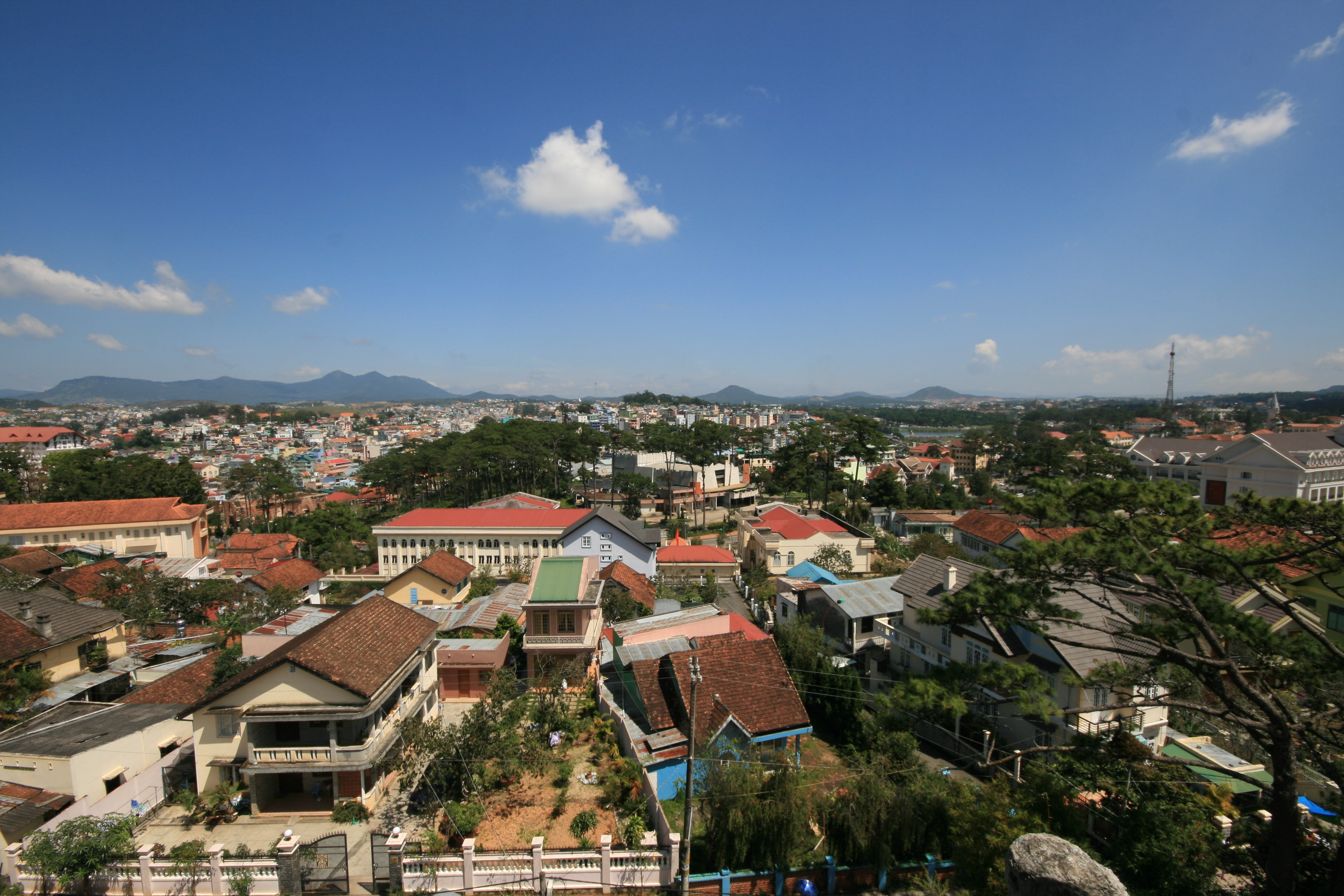
Quang cảnh Đà Lạt ngày nay, một thành phố gần 400 km² với dân số hơn 200 ngàn người.

Kể từ cuối thập niên 1980, cùng với sự phát triển của nền kinh tế Việt Nam, lịch sử Đà Lạt cũng bước vào một giai đoạn mới. Ngày 6 tháng 6 năm 1986, Hội đồng Bộ trưởng ra quyết định điều chỉnh địa giới hành chính: Đà Lạt gồm 12 phường và 3 xã Xuân Thọ, Xuân Trường và Tà Nung. Năm 1994, Chính phủ phê duyệt Đề án Quy hoạch tổng thể xây dựng thành phố Đà Lạt và vùng phụ cận đến năm 2010, xác định Đà Lạt là một trung tâm du lịch nghỉ dưỡng của Việt Nam. Ngày 24 tháng 7 năm 1999, thành phố được Thủ tướng Chính phủ quyết định công nhận là đô thị loại II. Trong thập niên 1990, dân số Đà Lạt tăng lên mạnh mẽ, từ 120 ngàn người năm 1990 lên 160 ngàn người năm 1999. Cũng trong giai đoạn này, làn sóng du khách tìm đến thành phố ngày một đông khiến một hệ thống nhà hàng, khách sạn mới ra đời. Kiến trúc Đà Lạt cũng có thêm những công trình mới, đặc biệt trong số đó có thể kể đến biệt thự Hằng Nga và Thiền viện Trúc Lâm Đà Lạt, ngày nay đã trở thành hai địa điểm du lịch hấp dẫn.
Trong những năm của thập niên 2000, cơ sở hạ tầng đô thị của Đà Lạt tiếp tục được hoàn thiện. Ngày 7 tháng 5 năm 2002, Thủ tướng Chính phủ quyết định phê duyệt Đề án Điều chỉnh quy hoạch chung thành phố Đà Lạt và vùng phụ cận đến năm 2020. Giao thông Đà Lạt cũng có những thay đổi đáng kể trong thời kỳ này. Nhờ tỉnh lộ 723 hoàn thành năm 2007, hành trình giữa hai thành phố du lịch nổi tiếng Đà Lạt và Nha Trang chỉ còn 130 km, so với lộ trình cũ Đà Lạt – Phan Rang – Nha Trang dài 228 km. Năm 2008, sau 4 năm thi công, đoạn đường cao tốc Liên Khương – Prenn được khánh thành giúp giao thông từ Đà Lạt tới sân bay Liên Khương thuận tiện hơn trước. Nhà ga mới của sân bay cũng hoàn thành vào năm 2009 và bắt đầu khai thác các đường bay quốc tế. Trước đó, vào năm 2004, đường bay Hà Nội – Đà Lạt đã được mở lại sau nhiều thập kỷ gián đoạn.
Du lịch Đà Lạt trong những năm 2000 ghi dấu bởi những lễ hội và các Festival Hoa bắt đầu được tổ chức. Lượng du khách tìm đến thành phố tăng từ 710 ngàn lượt khách năm 2000 lên 2,1 triệu lượt khách năm 2009. Thành phố cũng có thêm những bệnh viện và trường học mới, như Đại học Dân lập Yersin Đà Lạt thành lập năm 2004, Bệnh viện đa khoa Hoàn Mỹ Đà Lạt bắt đầu hoạt động năm 2008 và Bệnh viện Nhi Đà Lạt khởi công xây dựng năm 2010. Nhưng sự bùng nổ về dân số và cơn lốc đô thị hóa đã khiến cảnh quan Đà Lạt mất đi nét hoang sơ vốn có. Nhiều di sản kiến trúc của thành phố bị xâm hại và không ít những thắng cảnh trở nên hoang tàn bởi tác động của bàn tay con người. Năm 2008, Đà Lạt trở thành một thành phố hơn 200 ngàn dân. Ngày 6 tháng 3 năm 2009, địa giới hành chính thành phố được điều chỉnh lại: Đà Lạt gồm 12 phường và bốn xã Xuân Thọ, Xuân Trường, Tà Nung và Trạm Hành. Ngày 23 tháng 3 cùng năm 2009, Đà Lạt được Thủ tướng Chính phủ quyết định công nhận là đô thị loại I trực thuộc tỉnh Lâm Đồng.